# Wolfgang Münchau

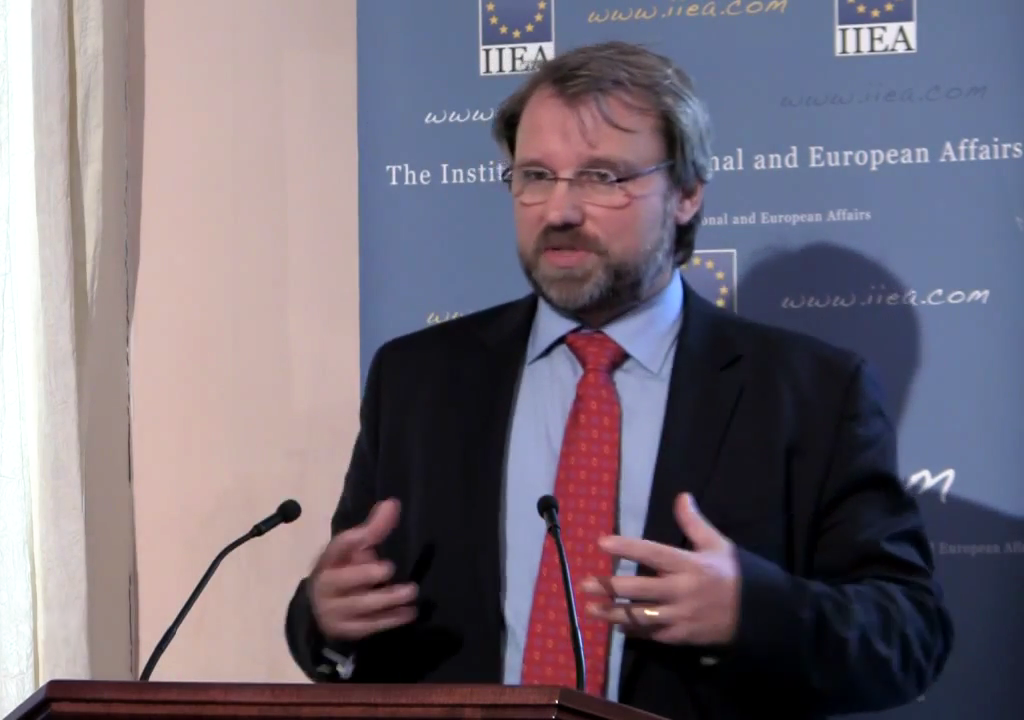
Wolfgang Münchau 2013 in Dublin

Wolfgang Münchau (* 1961) ist ein deutscher Wirtschaftsjournalist.

## Biografie
Münchau studierte Mathematik an der Fernuniversität in Hagen und erwarb dort sein Diplom. In Reutlingen absolvierte er eine Ausbildung zum Diplom-Betriebswirt, an der Londoner City University studierte er Internationalen Journalismus mit dem Abschluss M.A.
Seine journalistische Karriere begann er 1988 bei der Londoner Times, wo er bis 1995 unterschiedliche Positionen innehatte, darunter Korrespondentenposten in Washington und Brüssel. Anschließend war Münchau bis 1999 bei der Financial Times als Wirtschaftskorrespondent beschäftigt. Im gleichen Jahr wurde er Mitgründer der Financial Times Deutschland, wo er zunächst als Nachrichtenchef fungierte und von September 2001 bis August 2003 Chefredakteur war. Er wechselte nach Brüssel, um dort als Europa-Kolumnist und Associate Editor über Angelegenheiten der Europäischen Union zu berichten. Seine wöchentliche Kolumne in der FTD erschien montags.
2006 gründete Münchau gemeinsam mit Susanne Mundschenk den Wirtschaftsdienst Eurointelligence ASBL, eine Internet-Plattform für ökonomische Analysen des Euroraums. Seit Dezember 2022 ist Münchau Kolumnist des New Statesman und gibt seit Oktober 2024 den Podcast EuroIntelligence heraus.
1989 erhielt er den Journalistenpreis Wincott Young Financial Journalist of the Year. 2016 wurde Münchau der Preis für Wirtschaftspublizistik der Keynes-Gesellschaft verliehen.

## Positionen
In seinem 2006 veröffentlichten Buch Das Ende der Sozialen Marktwirtschaft fordert Münchau eine Überwindung des Systems der sozialen Marktwirtschaft und die Schaffung einer „Marktwirtschaft ohne Adjektive“. Er kritisiert das deutsche Konzept der Ordnungspolitik und des Ordoliberalismus nach Walter Eucken und Ludwig Erhard, das im Kern nicht auf wissenschaftlichen ökonomischen Theorien basiere, dem stattdessen aber juristisches Denken sowie philosophische und theologische Konzepte zugrunde lägen. Er betont den Einfluss der christlichen Soziallehre in der Nachkriegszeit bei der Entstehung eines ökonomischen Dogmas, das besonders konservative Politiker und Ökonomen verträten. Nicht Reformen der sozialen Marktwirtschaft, wie sie mit der Agenda 2010 und den Hartz-Reformen versucht worden seien, könnten die deutsche Wachstumsschwäche überwinden. Eine Entflechtung des Rheinischen Kapitalismus sei notwendig, die u. a. die Privatisierung des Bankensystems und die Abschaffung des Gesetzes gegen den unlauteren Wettbewerb beinhalten müsse. Die Mittelstandsfixierung der deutschen Wirtschaftspolitik mache den Kern des Problems aus.
Wolfgang Münchaus Standpunkte zur weltweiten Wirtschafts- und Finanzkrise fanden Eingang in sein 2009 erschienenes Buch The Meltdown Years. Dort beschreibt er, wie, beginnend mit der Insolvenz der Kölner Herstatt-Bank, weltweite Eigenkapitalvorschriften für Banken eingeführt wurden, die Anreize für ein prozyklisches Kreditvergabeverhalten geschaffen und dadurch die krisenhafte Entwicklung mitverursacht hätten. Münchau identifiziert die meisten der bisher vermuteten Ursachen der Weltfinanzkrise lediglich als Auslöser, nicht aber als Erklärung. So habe die US-Zentralbank mit ihrer expansiven Geldpolitik als vermutete Krisenursache nur deshalb zu Beginn der 2000er Jahre ihre Zinsen auf ein historisches Tief gesenkt, weil günstige Importe aus China die Inflationsraten niedrig hielten. Der Autor macht daher Fehlkonstruktionen im globalen Wirtschafts- und Währungssystem für die Finanzkrise verantwortlich.
Nach dem ESM-Urteil des Bundesverfassungsgerichts im September 2012 schlussfolgerte Münchau: Jetzt kommt die Fiskalunion.
Im Vorfeld der Bundestagswahl 2013 sprach sich Münchau für eine rot-rot-grüne Koalition aus, da eine solche Regierung seiner Meinung nach am ehesten in der Lage wäre, die großen Probleme der Euro-Krise zu lösen.

## Veröffentlichungen
- Das Ende der Sozialen Marktwirtschaft. Hanser, München/Wien 2006, ISBN 978-3-446-40559-2
- Vorbeben. Was die globale Finanzkrise für uns bedeutet und wie wir uns retten können. Hanser, München 2008, ISBN 978-3-446-41390-0; komplett überarbeitete und aktualisierte Ausgabe: Kernschmelze im Finanzsystem. ebd., 2008, ISBN 978-3-446-41847-9
- The Meltdown Years. The Unfolding of the Global Economic Crisis. McGraw-Hill, 2009, ISBN 0071634789
- Makro-Strategien. Sicher investieren, wenn Staaten pleitegehen. Hanser, München 2010, ISBN 978-3-446-42345-9
- Letzter Ausweg gemeinsame Anpassung – die Eurozone zwischen Depression und Spaltung. Abteilung Wirtschafts- und Sozialpolitik der Friedrich-Ebert-Stiftung, Bonn 2010, ISBN 978-3-86872-388-5 (PDF; 107 KB)
- Kaput: The End of the German Miracle. Swift Press, 2024